# Native Instruments
Native Instruments is een Duits bedrijf dat software en hardware ontwikkelt voor muziekproductie.
Native Instruments maakt onder andere software synthesizers, samplers en effectprocessors, audio-interfaces, hardware-controllers en dj-apparatuur voor de computer.
Het hoofdkantoor van Native Instruments bevindt zich in Berlijn, waar het in 1996 werd opgericht. Er zijn tevens vestigingen in Los Angeles, Tokio, Shenzhen en Londen.

## Producten
Native Instruments is de uitgever van onder andere Absynth, FM8 (voorheen FM7), Guitar Rig, Kontakt, Maschine, Massive en Traktor